# Вілсон Макдональд
Вілсон Макдональд (5 травня 1880 — 8 квітня 1967, Торонто) — канадський поет шотландського походження.

## Біографія
Народився в містечку Чипсайд (Онтаріо).
Навчався в Університеті Макмастера в Гамільтоні, Онтаріо, і закінчив його в 1902 році. Після закінчення навчання декілька разів змінював місце роботи.
Друкувати вірші в «Торонто Глобус» почав у 1899 році, ще студентом.
Його перша поетична збірка «Пісня прерій» була опублікована в 1918 р. У 1921 році Макдональд видав книгу християнської поезії «Чудо-пісні Ісуса». Макдональд їздив по Канаді і по півночі США, декламуючи свої поезії як у великих містах, так і в маленьких містечках. Книги, що купувались на цих презентаціях, зазвичай були з автографом; Макдональд, як і Джордж Мур до нього, або А. Едвард Ньютон, був автором, книги якого рідко зустрічаються без підпису.
Найпопулярніший твір Макдональда «З пустелі» (1926) виходив у десяти виданнях. За силою і красою суворих форм слів і каденцій його порівнювали з Уолтом Вітменом.